# Arquitetura da Macedônia do Norte

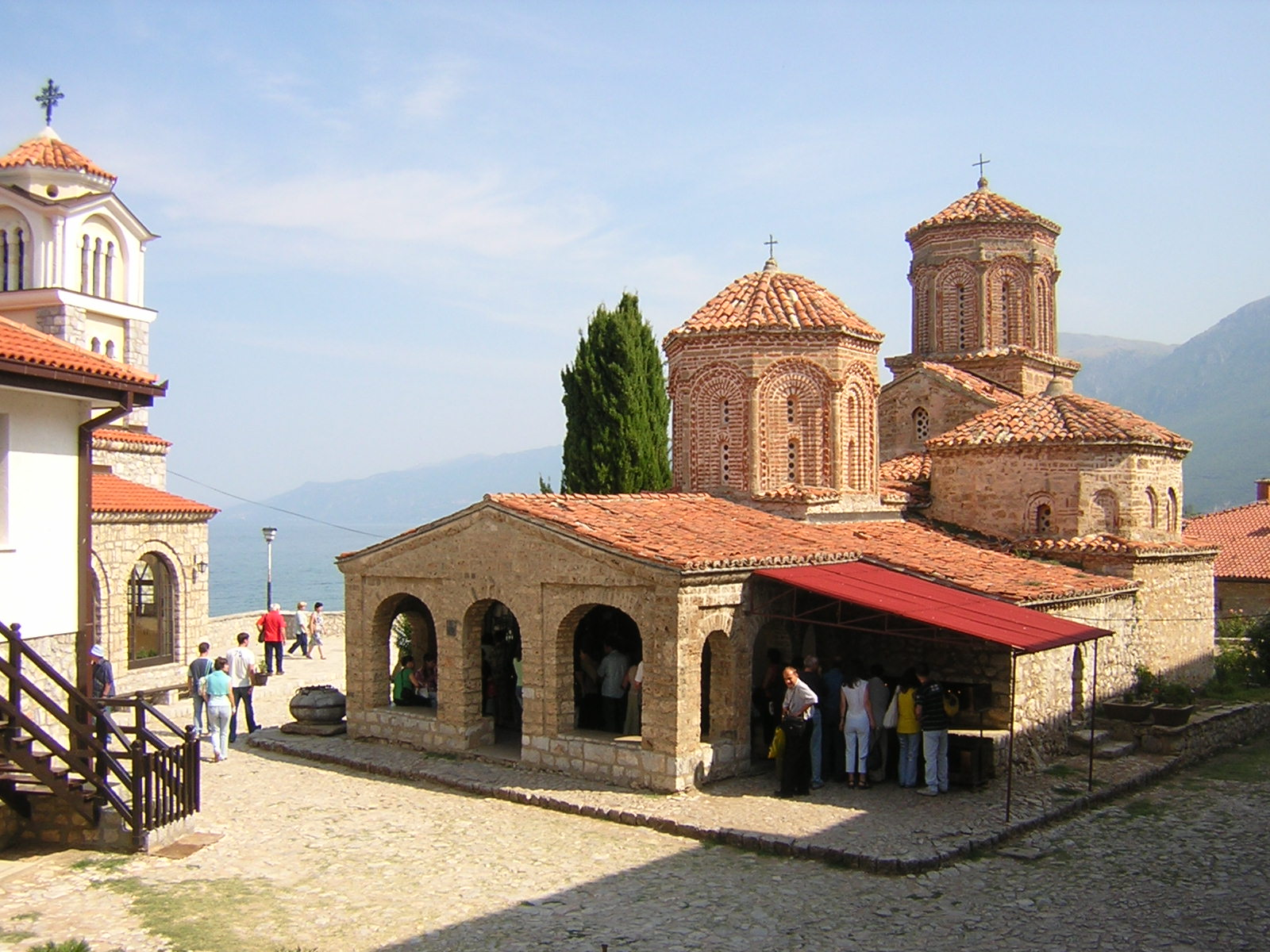
O Monastério de São Naum, um dos muitos exemplos da arquitetura bizantina na Macedônia do Norte

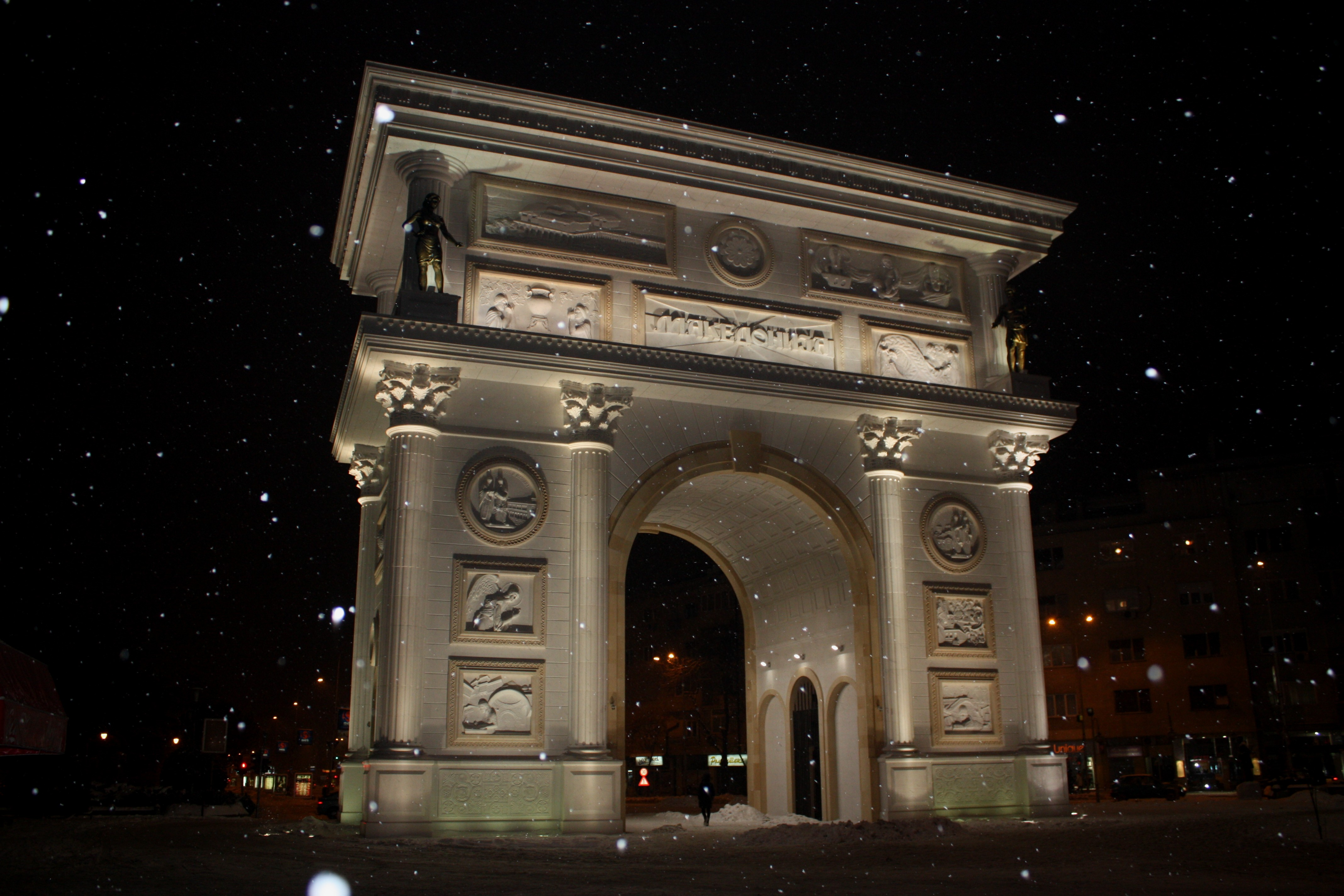
Porta Macedônia em Escópia

A Arquitetura da Macedônia do Norte refere-se à arquitetura praticada no atual território da Macedônia do Norte. Os vários grupos de pessoas que se instalaram ou controlaram a República de hoje da Macedônia do Norte influenciaram o país em muitos aspectos. Estes grupos de pessoas incluem os ilírios, macedônios e romanos antigos, bizantinos, búlgaros, sérvios e os otomanos.

## Primórdios da arquitetura

### Megálitos
O exemplo mais antigo da atividade arquitetônica na Macedônia do Norte data do Neolítico e consiste de estruturas associadas à cultura megálito. Cocino é o quarto mais antigo observatório megalítico no mundo. O sítio é composto por rochas trabalhada de uma forma que se permite observar objetos celestes.

## A arquitetura da Macedônia Antiga

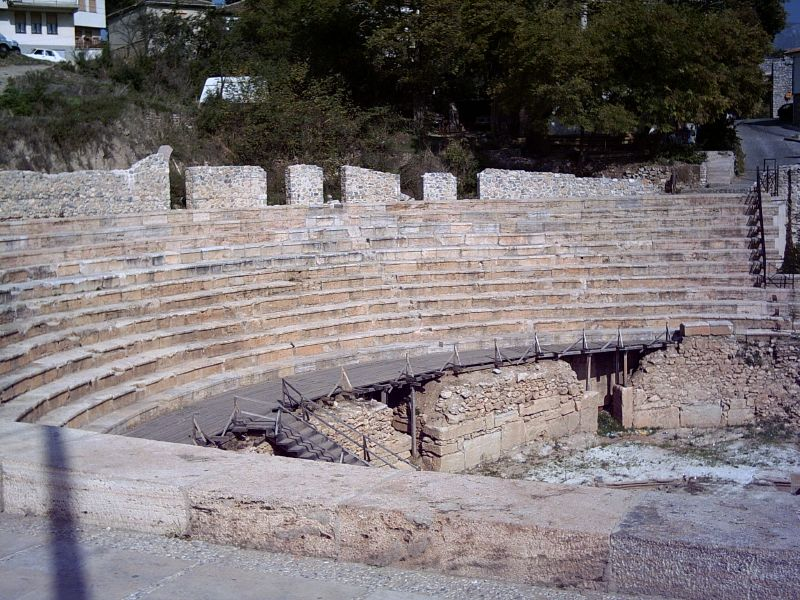
Teatro antigo na Ácrida

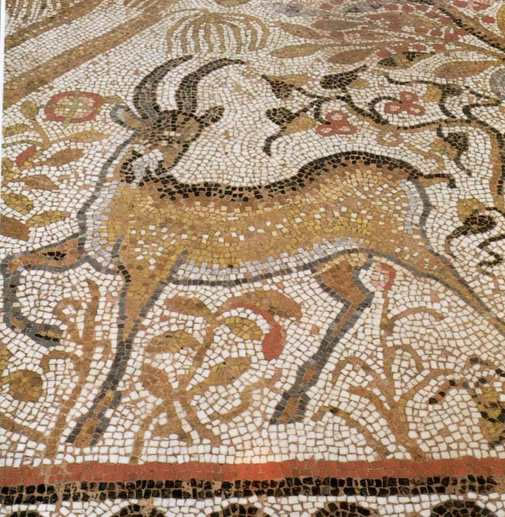
Mosaico na Heracleia Linceste

Os restos da arquitetura desde os tempos da antiga Macedônia estão espalhadas por toda a República, especialmente no sul do antigo território da Macedônia
Heracleia Linceste, fundada em meados do século V a.C., foi uma importante cidade estratégica, uma vez que beirava Epiro para o oeste e o reino de Peônia ao norte. A arquitetura romana domina o lugar hoje por causa do nível das escavações que estão expondo as camadas desde os tempos romanos.
O Teatro antigo na atual Ácrida, foi construído durante o século I a.C.. Era parte da antiga cidade; foi reconstruída e está em uso. A sua localização entre duas colinas que a rodeiam mantê-lo protegido de ventos que poderiam interferir com acústica durante as apresentações.

## Arquitetura romana

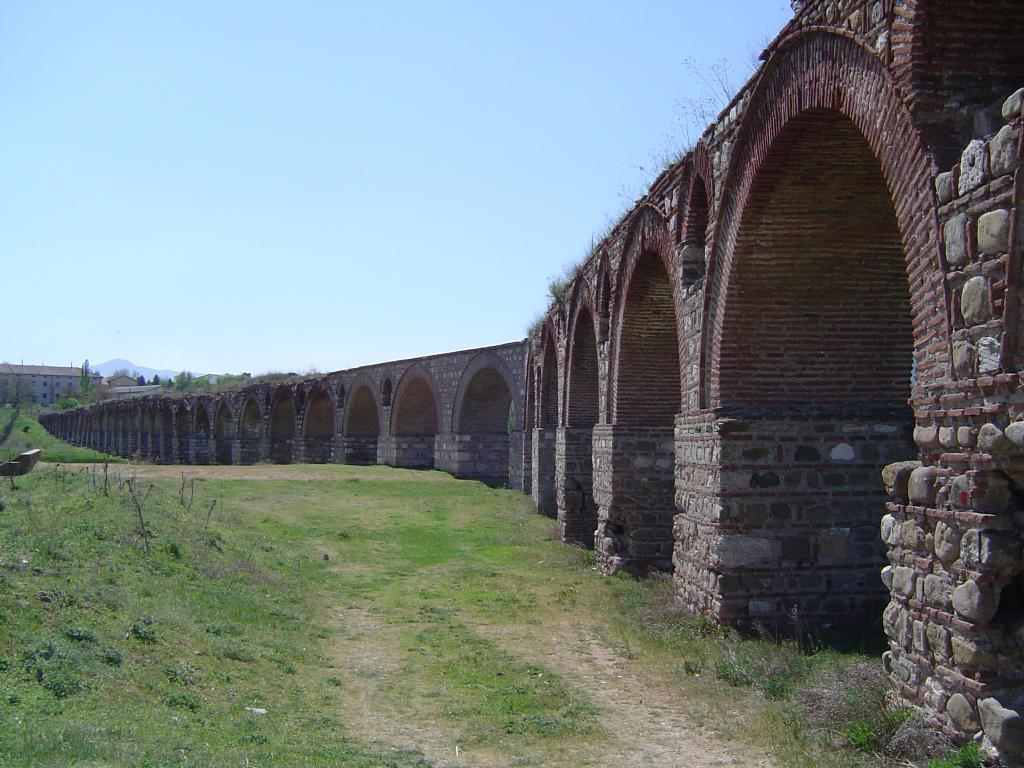
Aqueduto em Escópia

A Arquitetura romana está espalhada por todo o país. A capital, Escópia, é o lar de alguns exemplos deste tipo de arquitetura. Uma delas é o Aqueduto, o único na Macedônia. Ele consiste em 55 arcos de pedra. Outro exemplo é Escupos. 
Apesar de ter sido fundada pelos macedônios antigos, a maioria dos restos de Heracleia Linceste são de ocupação romana. Estes restos incluem um pórtico e um grande teatro.
Outros exemplos de arquitetura romana na República, inclui as muitas ruínas romanas e em torno da cidade de Estrúmica. Um dos maiores é uma terma romana bem preservado, construído durante a Antiguidade Tardia.

## Arquitetura bizantina
A arquitetura bizantina é uma das formas mais importantes de arquitetura no país. Ela é vista principalmente em igrejas e mosteiros, como no Mosteiro Treskavec perto de Prilepo.

## Arquitetura otomana
Os otomanos controlaram a terra da atual Macedônia do Norte por cerca de cinco séculos. Eles deixaram a sua marca com as muitas mesquitas e outros edifícios islâmicos que construíram.
Arquitetura otomana é predominante em algumas partes do Escópia, especialmente na Cidade Velha. A Mesquita Mustafá Paxá é um dos mais famosos edifícios otomanos na Macedônia. Criada em 1492, a mesquita é quadrado em forma e do diâmetro da cúpula é de 16 metros. As estalactites e decorações lá presentes, são típicas da arquitetura otomana.
A arquitetura otomana também pode ser vista nas cidades de Bitola e Tetovo.

## Arquitetura neoclássica

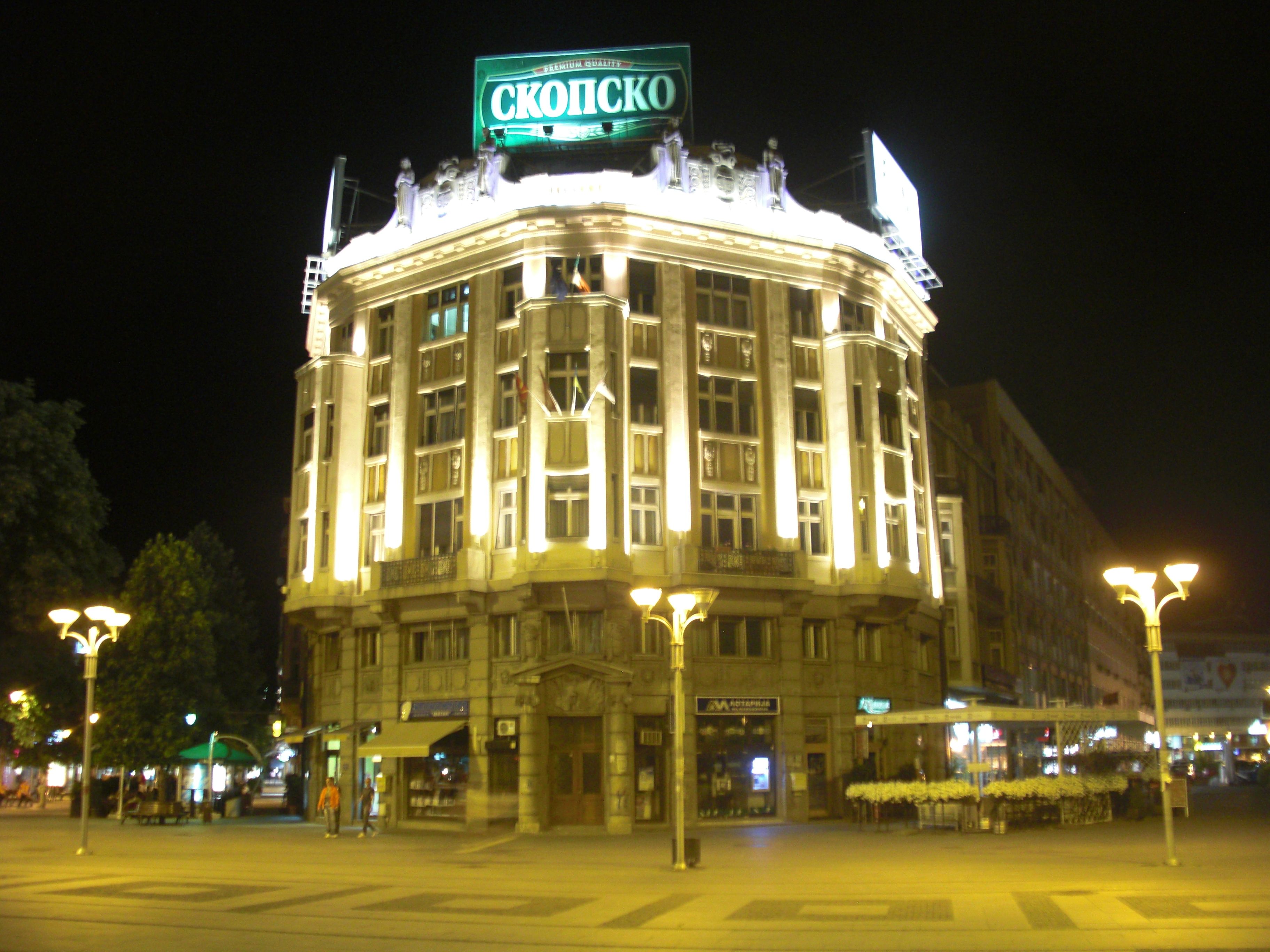
Palácio Ristik em Escópia

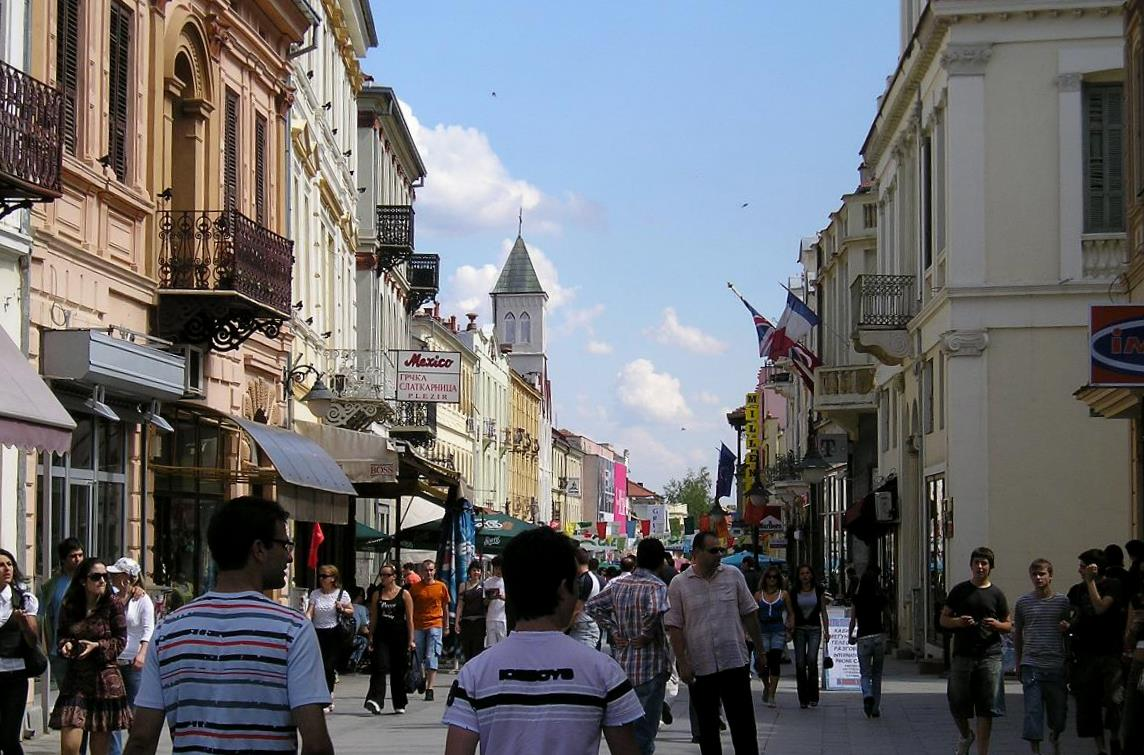
Rua Sirok Sokak em Bitola

Exemplos da arquitetura neoclássica ou barroca estão em todo o país, mas pode ser raro e limitado a uma estrutura por cidade. Arquitetura neoclássica pode ser visto em Escópia (Palácio Ristiḱ). À exceção a esse padrão está em Bitola. A rua Sirok Sokak está cheia de arquitetura neoclássica e barroca e uma igreja católica gótica.

## Arquitetura moderna

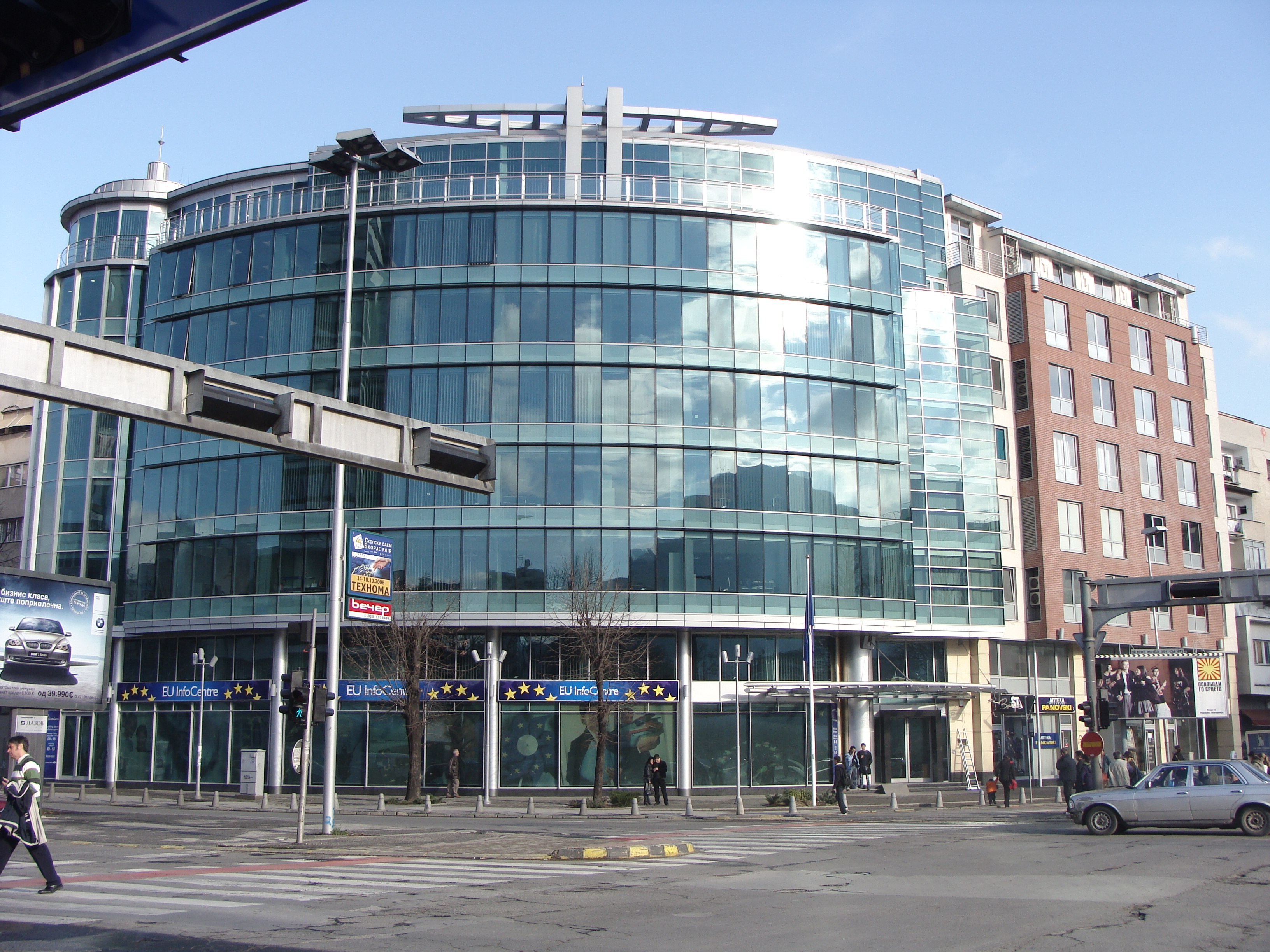
Sede da União Europeia na Escópia

A maioria dos edifícios modernos na Macedônia do Norte estão localizados no centro da capital. Um exemplo é o Centro de MRT (a estação nacional de transmissão de TV), que é o edifício mais alto do país, a 230 pés (70,10 m) (70 m).
Os exemplos de arquitetura moderna também são encontrados em outras cidades, principalmente em Bitola e Gostivar.

## Escópia 2014
Skopje 2014 foi um projeto anunciado pelo governo no início de 2010 que prevê a construção de vários edifícios, principalmente em estilo neoclássico que gerou críticas de arquitetos como sendo quitch.